# Groupe Krone
Pour les articles homonymes, voir Krone.
La Bernard Krone Holding Gmbh & Co. KG, ou groupe Krone, est un groupe industriel allemand. Ses activités regroupent la construction de matériels agricoles, de remorques routières et de machines-outils.

## Structure et activités
Le groupe rassemble trois entreprises, ayant chacune son secteur d'activité propre :
- Fahrzeugwerk Bernard Krone GmbH, qui fabrique des remorques routières.
- Maschinenfabrik Bernard Krone GmbH, qui fabrique des machines-outils.
- Landtechnik Vertrieb und Dienstleistungen Bernard Krone ou LVD Bernard Krone Gmbh, qui fabrique des véhicules et matériels agricoles (par exemple : ramasseuse-chargeuse).

Les principaux sites de production du groupe se trouvent dans l'arrondissement du Pays de l'Ems, à Spelle et à Werlte. Le groupe Krone dispose au total de vingt-six sites en Allemagne, et est implanté dans une quarantaine de pays en Europe, en Amérique du Nord, en Australie, en Asie et en Afrique du Sud.
Chaque activité dispose de sa direction propre et autonome. La direction financière et la stratégie du groupe sont centralisées entre les mains de la famille Krone.

## Histoire

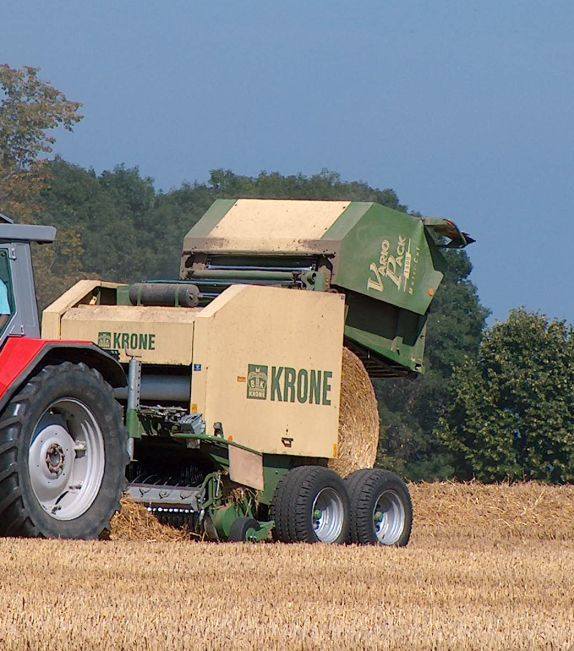
Presse à balles Krone.

La Maschinenfabrik Bernard Krone trouve son origine dans la forge du village que fondent en 1906 Bernhard et Anna Krone à Spelle. En plus de ses activités de forgeron et de paysan, Bernhard Krone fait commerce de matériel agricole, d'articles de ferronnerie et d'appareils ménagers. Ses deux fils, Bernard et Heinrich, apprennent le métier de forgeron auprès de leur père dont ils reprennent son activité en 1924, pour raison de santé.
Après la recréation de l'activité après-guerre, la Maschinenfabrik Krone profite de la croissance économique des années 1950 et met sur le marché de nouveaux produits. Progressivement, le nombre d'employés augmente, passant de soixante-dix en 1950 à trois-cent-vingt dix ans plus tard. Au début des années 1960, le bassin d'emploi autour de Spelle est complètement épuisé, et l'entreprise est contrainte de mettre sur pied un système de bus pour aller chercher près de deux-cents employés dans un rayon de cinquante kilomètres.
Pour étendre son activité de fabrication de matériels agricoles, Bernard Krone décide de faire construire un nouveau site à Werlte, où l'usine peut profiter d'une connexion directe avec le réseau ferré et d'une grande ressource en main d'œuvre. À la fin des années 1960, l'effectif atteint les sept-cents employés, dont cent-quatre-vingt à Werlte. En 1970, 25 000 machines sortent des ateliers, pour un chiffre d'affaires de 67 millions de DM.
Après avoir développé avec succès son activité de mécanique agricole, Krone se lance en 1971 dans la fabrication de remorques. Sa dynamique d’expansion à l’international est un succès. À compter du 1er janvier 2000, l’entreprise change de statut, passant d’une GmbH à une GmbH & Co. KG, laissant entrer de nouveaux investisseurs dans son capital.

## Produits
Les gammes des remorques et semi-remorques les plus répandues:
- Profi Liner
- Profi Liner Eco
- Mega Liner
- Coil Liner
- Paper Liner
- Krone City Liner Curtain
- Cool Liner
- Dry Liner
- City Liner
- Profi Liner Multi Steel